# Grenfell (ort i Australien)
Grenfell är en ort i Australien. Den ligger i kommunen Weddin och delstaten New South Wales, i den sydöstra delen av landet, omkring 280 kilometer väster om delstatshuvudstaden Sydney.
Trakten runt Grenfell är nära nog obefolkad, med mindre än två invånare per kvadratkilometer.. Det finns inga andra samhällen i närheten.
Trakten runt Grenfell består till största delen av jordbruksmark. Genomsnittlig årsnederbörd är 727 millimeter. Den regnigaste månaden är februari, med i genomsnitt 143 mm nederbörd, och den torraste är oktober, med 24 mm nederbörd.